# Hijiri Onaga
Hijiri Onaga (翁長 聖?, Onaga Hijiri; Hyōgo, 23 febbraio 1995) è un calciatore giapponese, centrocampista del Tokyo Verdy.

## Statistiche

### Presenze e reti nei club
Statistiche aggiornate al 16 aprile 2025.
| Stagione                | Club                    | Campionato              | Campionato | Campionato | Coppe nazionali | Coppe nazionali | Coppe nazionali | Coppe continentali | Coppe continentali | Coppe continentali | Altre coppe | Altre coppe | Altre coppe | Totale | Totale |
| Stagione                | Club                    | Comp                    | Pres       | Reti       | Comp            | Pres            | Reti            | Comp               | Pres               | Reti               | Comp        | Pres        | Reti        | Pres   | Reti   |
| ----------------------- | ----------------------- | ----------------------- | ---------- | ---------- | --------------- | --------------- | --------------- | ------------------ | ------------------ | ------------------ | ----------- | ----------- | ----------- | ------ | ------ |
| 2017                    | V-Varen Nagasaki        | J2                      | 38         | 4          | CG              | 0               | 0               | -                  | -                  | -                  | -           | -           | -           | 38     | 4      |
| 2018                    | V-Varen Nagasaki        | J1                      | 34         | 2          | CG+CdL          | 2+0             | 0               | -                  | -                  | -                  | -           | -           | -           | 36     | 2      |
| 2019                    | V-Varen Nagasaki        | J2                      | 24         | 0          | CG+CdL          | 4+7             | 0+1             | -                  | -                  | -                  | -           | -           | -           | 35     | 1      |
| Totale V-Varen Nagasaki | Totale V-Varen Nagasaki | Totale V-Varen Nagasaki | 96         | 6          |                 | 13              | 1               |                    | -                  | -                  |             | -           | -           | 109    | 7      |
| 2020                    | RB Omiya Ardija         | J2                      | 32         | 2          | -               | -               | -               | -                  | -                  | -                  | -           | -           | -           | 32     | 2      |
| 2021                    | RB Omiya Ardija         | J2                      | 28         | 0          | CG              | 1               | 0               | -                  | -                  | -                  | -           | -           | -           | 29     | 0      |
| Totale Omiya Ardija     | Totale Omiya Ardija     | Totale Omiya Ardija     | 60         | 2          |                 | 1               | 0               |                    | -                  | -                  |             | -           | -           | 61     | 2      |
| 2022                    | Machida Zelvia          | J2                      | 42         | 0          | CG              | 1               | 0               | -                  | -                  | -                  | -           | -           | -           | 43     | 0      |
| 2023                    | Machida Zelvia          | J2                      | 39         | 3          | CG              | 0               | 0               | -                  | -                  | -                  | -           | -           | -           | 39     | 3      |
| Totale Machida Zelvia   | Totale Machida Zelvia   | Totale Machida Zelvia   | 81         | 3          |                 | 1               | 0               |                    | -                  | -                  |             | -           | -           | 82     | 3      |
| 2024                    | Tokyo Verdy             | J1                      | 37         | 4          | CG+CdL          | 2+0             | 0               | -                  | -                  | -                  | -           | -           | -           | 39     | 4      |
| 2025                    | Tokyo Verdy             | J1                      | 10         | 0          | CG+CdL          | 0+2             | 0               | -                  | -                  | -                  | -           | -           | -           | 12     | 0      |
| Totale Tokyo Verdy      | Totale Tokyo Verdy      | Totale Tokyo Verdy      | 47         | 4          |                 | 4               | 0               |                    | -                  | -                  |             | -           | -           | 51     | 4      |
| Totale carriera         | Totale carriera         | Totale carriera         | 284        | 15         |                 | 19              | 1               |                    | -                  | -                  |             | -           | -           | 303    | 16     |

## Palmarès

### Club

#### Competizioni nazionali
- J2 League: 1

Machida Zelvia: 2023